# Fairey Primer
El Fairey Primer fue una versión de producción del avión de entrenamiento básico monomotor biplaza Avions Fairey Tipsy M. A finales de la década de 1940 se completaron dos aviones de producción.

## Diseño y desarrollo
En la década de 1930, el diseñador Ernest Oscar Tips, de Avions Fairey, filial belga de Fairey Aviation, produjo una serie de aviones ligeros que llevaban su nombre, comenzando con el Tipsy S. Estos aviones no fueron construidos por Fairey Aviation. El último en aparecer antes de la ocupación de Bélgica en 1940 fue el entrenador ab initio Tipsy M. Tras la guerra, la empresa matriz decidió producir este avión exclusivamente, llamándolo Fairey Primer. Sólo se había producido un Tipsy M en Bélgica, y este se convirtió en el prototipo del Primer.
El Primer era un monoplano convencional, monomotor y de ala baja, construido con tubos metálicos soldados y madera en estructuras secundarias como costillas y larguerillos, todo recubierto de tela. Las alas, trapezoidales de forma bastante simétrica, llevaban flaps de accionamiento manual en la sección central. Un diedro suave comenzaba por fuera de la sección central. Cada rueda principal, equipada con frenos, estaba montada sobre una sola pata fijada al extremo de la sección central. En el prototipo, las ruedas estaban carenadas, pero los carenados se eliminaron en los aviones de producción. Contaba con una pequeña rueda de cola debajo del empenaje. El timón estaba compensado por plano y el elevador de estribor llevaba un compensador.
Las cabinas cerradas de controles duales en tándem se fusionaban con una plataforma elevada detrás de ellas, lo que le daba al avión un aspecto liso pero ligeramente jorobado. Ambas cabinas estaban sobre el ala. Los motores utilizados por los Primer, el De Havilland Gipsy Major 10 de 108 kW (145 hp) y el Blackburn Cirrus Major 3 de 116 kW (155 hp) eran motores en línea invertidos y funcionaban con capotas similares.

## Historia operacional
El Tipsy M, matriculado como OO-POM y con motor Gipsy, voló por primera vez en los talleres de Avions Fairey en Gosselies alrededor de 1938, y visitó los talleres de la empresa matriz en Inglaterra en junio de 1939. La fábrica de Gosselies fue destruida por un bombardeo el 5 de mayo de 1940 y aproximadamente en esa fecha todos los dibujos y plantillas para la aeronave resultaron destruidos, deliberadamente o no. Antes de la invasión alemana en mayo de 1940, la máquina fue desmontada y enviada a Inglaterra, probablemente en septiembre u octubre de 1939; ciertamente voló desde el aeródromo Great West de Fairey Aviation (el sitio ahora está cubierto por el aeropuerto de Londres Heathrow) durante cinco meses después de noviembre de 1940. Luego se utilizó como una "mula" de la compañía hasta septiembre de 1941, cuando fue almacenado. Poco después de la guerra, el OO-POM regresó a Bélgica para realizarle pequeñas modificaciones por sugerencia de Fairey; posteriormente, se hicieron cargo del Tipsy M con el objetivo de producirlo bajo licencia. A principios de 1948, volaba desde White Waltham, aún con matrícula belga. Al año siguiente, recibió la matrícula británica G-AKSX, pero parece que solo voló con el número experimental G-6-1. Pasó un período de evaluación con pilotos de servicio en el Establecimiento Experimental de Aviones y Armamento de Boscombe Down.
Al regresar de Boscombe Down, el prototipo del Primer tuvo que ser desmantelado para recrear los planos y plantillas perdidos. El motor y algunas otras piezas se utilizaron para construir el primer avión de producción, aunque la CAA registra que el G-AKSX se vendió al extranjero en agosto de 1948; no se indica si estaba en condiciones de volar o no. Fairey tenía la intención de producir una serie de diez ejemplares, pero sólo construyó dos. El primero de estos, el G-ALBL, obtuvo su certificado de aeronavegabilidad en octubre de 1948. Inicialmente llevaba el motor Gipsy, pero este fue reemplazado más tarde por el Cirrus. Fue desmantelado en 1949; la CAA lo registra como destruido en 1953. El segundo avión de producción, el G-ALEW, utilizó este motor desde el principio y fue evaluado contra el De Havilland Chipmunk en Boscombe Down. El último de la línea, fue desmantelado en 1951.

## Variantes
Avions Fairey Tipsy M
Avión ligero con motor Gipsy, uno construido.
Fairey Primer
Versión de producción del Tipsy M, dos construidos.

## Especificaciones (motor Gipsy Major 10)
Referencia datos: Taylor, 1974

### Características generales
- Tripulación: Dos
- Longitud: 8,4 m (27,5 ft)
- Envergadura: 10 m (32,8 ft)
- Altura: 2,1 m (6,8 ft)
- Superficie alar: 14,4 m² (154,6 ft²)
- Peso vacío: 617 kg (1359,9 lb)
- Peso cargado: 890 kg (1961,6 lb)
- Planta motriz: 1× motor lineal de 4 cilindros invertido refrigerado por aire De Havilland Gipsy Major 10.
  - Potencia: 108 kW (149 HP; 147 CV)
- Hélices: Bipala de paso fijo

### Rendimiento
- Velocidad máxima operativa (Vno): 215 km/h (134 MPH; 116 kt) a nivel del mar
- Velocidad crucero (Vc): 196 km/h (122 MPH; 106 kt) a 2300 rpm
- Alcance: 616 km (333 nmi; 383 mi)
- Techo de vuelo: 5900 m (19 357 ft)
- Régimen de ascenso: 4,6 m/s (900 ft/min) a nivel del mar